# Paranus Verlag
Der Paranus Verlag ist ein deutscher Buchverlag mit schwerpunktmäßig sozialpsychiatrischem Sortiment mit Sitz in Neumünster.
Der Paranus Verlag ist Teil eines sozialpsychiatrischen Beschäftigungsprojektes der „Brücke Neumünster gGmbH“, zu dem unter anderem auch eine Offsetdruckerei und ein Satzbüro  (Druckvorstufe) gehören. Ein Teil der Mitarbeiter des Verlages sind, wie auch in den anderen Projektbereichen, Menschen mit psychischen Beeinträchtigungen. Dies ist zumindest für einen Verlag in Deutschland einmalig.
Der Name Paranus verweist auf die „harte Nuss“, die das Leben mit psychischer Erkrankung darstellen kann.
Der Verlag wurde in den Achtzigern ursprünglich gegründet, um die seit 1984 jährlich erscheinende Zeitschrift "Brückenschlag" zu verlegen. Schnell kamen jedoch auch belletristische wie Sachbuchtitel hinzu, die sozialpsychiatrische, psychiatriegeschichtliche, sozial- und gesundheitspolitische Themen zum Inhalt hatten. Der „Brückenschlag“ selbst versteht sich als eine "Zeitschrift für Sozialpsychiatrie, Literatur und Kunst", die ebenso vorrangig psychisch kranken Künstlern Raum zur Präsentation ihrer Arbeit bietet, als auch anderen, irgendwie mit Psychiatrie befassten Menschen. Im Jahr 2000 übernahm der Paranus Verlag das Sortiment des Verlages Jakob van Hoddis aus Gütersloh und veröffentlicht dieses als gesonderte, mittlerweile erweiterte Edition.
Der Verlag wird von Fritz Bremer geleitet.
Autoren des Verlages sind unter anderem: Klaus Dörner, Dorothea Buck, Wolfgang Sieg, Sibylle Prins, Leo Navratil, Renate Schernus, Andreas Gehrke, Horst Illiger, Fredi Saal, Detlef Petry u. v. a.